# التفاعل الجيني البيئي

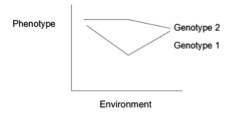

يحدث التفاعل الجيني البيئي (أو التفاعل بين النمط الجيني والبيئة) عندما يستجيب نمطان مختلفان من الأنماط الجينية إلى التنوع البيئي بطرق مختلفة. معيار التفاعل هو رسم بياني يوضح العلاقة بين الجينات والعوامل البيئية وذلك عندما تكون الاختلافات في النمط الظاهري مستمرة. يمكنهم المساعدة في توضيح التفاعلات بين البيئة والجينات. عندما لا تكون قاعدة التفاعل متوازية، كما هو موضح في الشكل أدناه، فيكون هناك تفاعل بين الجينات والبيئة. يشير هذا إلى أن كل نمط جيني يستجيب للتنوع البيئي بطريقة مختلفة ويمكن أن يكون الاختلاف البيئي فيزيائي أو كيميائي أو بيولوجي أو سلوكي أو أحداث حياتية.
تتم دراسة تفاعلات الجينات والبيئة للوصول إلى فهم أفضل للظواهر المختلفة. في إطار علم الأوبئة الوراثية، تعد تفاعلات الجينات والبيئة مفيدة لفهم بعض الأمراض. في بعض الأحيان، يتم توريث الحساسية لعوامل الخطر البيئية للمرض بدلاً من توريث المرض بحد ذاته. يتأثر الأفراد الذين يحملون أنماط وراثية مختلفة بالعوامل البيئية نفسها بشكل مختلف وبالتالي يمكن أن تؤدي تفاعلات الجينات والبيئة إلى ظهور أنماط ظاهرية مختلفة للمرض. على سبيل المثال، التعرض لأشعة الشمس له تأثير أقوى على خطر الإصابة بسرطان الجلد لدى البشر ذوي البشرة الفاتحة من الأشخاص ذوي البشرة الداكنة.
هذه التفاعلات لها أهمية خاصة بالنسبة لعلماء الأوبئة الوراثية للتنبؤ بمعدلات وقوع المرض وطرق الوقاية منه فيما يتعلق بالصحة العامة. يستخدم المصطلح أيضًا بين علماء الأحياء التنموية لفهم تطور الفرد والتنمية التطورية بشكل أفضل.
تفترض مناظرات الطبيعة مقابل التنشئة بأن الاختلاف في السمات يرجع أساساً إلى الاختلافات الوراثية أو الاختلافات البيئية. ومع ذلك، يرى الرأي العلمي الحالي أن الاختلافات الوراثية أو الاختلافات البيئية ليست وحدها المسؤولة عن إنتاج التباين المظهري، وأن جميع الصفات تقريبًا تتأثر بكل من الاختلافات الجينية والبيئية. 
يجب استخدام التحليل الإحصائي للاختلافات الجينية والبيئية التي تساهم في النمط الظاهري لتأكيد هذه التفاعلات الجينية البيئة. في علم الوراثة التنموية، التفاعل السببي يكفي لتأكيد تفاعلات الجينات والبيئة.

## تعريفات
هناك مفهومان مختلفان للتفاعل بين الجينات والبيئة اليوم. قام تابيري بتسميته الإحصاء الحيوي والتفاعل التطوري في حين قام سيسارديك  باستخدام مصطلحات إحصائي وتفاعل الفطرة السليمة.
ترجع أصول المفهوم الإحصائي الحيوي (أو الإحصائي) إلى برامج البحث التي تسعى إلى قياس النسب النسبية للمساهمات الوراثية والبيئية في التباين المظهري بين المجموعات السكانية. تملك التفاعلات بين البيئة والإحصاء الحيوي الجيني شيوع خاص في علم الوراثة السكانية وعلم الوراثة السلوكي. ينتج عن أي تفاعل انهيار للإضافة للتأثيرات الرئيسية للوراثة والبيئة، ولكن ما إذا كان هذا التفاعل موجودًا في ظروف معينة هو سؤال تجريبي. التفاعل الإحصائي الحيوي مهم في سياق البحث عن الاختلافات الفردية وليس في سياق تطور كائن معين.
التفاعل بين الجينات والبيئة هو مفهوم شائع الاستخدام من قبل علماء الوراثة التطورية وعلماء الأحياء التنموي. لا ينظر إلى التفاعل التطوري على أنه مجرد ظاهرة إحصائية. سواء كان التفاعل الإحصائي حاضرا أم لا، فإن التفاعل التنموي يظهر في أي حال في التفاعل السببي للجينات والبيئات في إنتاج النمط الظاهري للفرد.

## النماذج الوبائية من التفاعل البيئي الجيني
في علم الأوبئة، يمكن استخدام النماذج التالية لتجميع التفاعلات المختلفة بين الجينات والبيئة.
يصف النموذج A النمط الوراثي الذي يزيد من مستوى التعبير عن عامل الخطر لكنه لا يسبب المرض نفسه. على سبيل المثال، ينتج عن جين الـ PKU مستويات أعلى من الفينيل ألانين عن المعدل الطبيعي مما يؤدي بدوره إلى تخلف عقلي.
وعلى النقيض من ذلك، فإن عامل الخطر في النموذج B له تأثير مباشر على قابلية الإصابة بالأمراض التي تضخّمها الحساسية الوراثية. يصور النموذج C العكس إذ تؤثر الحساسية الوراثية بشكل مباشر على المرض بينما يعمل عامل الخطر على تضخيم هذا التأثير. في كل موقف مستقل، يمكن للعامل المؤثر مباشرة على المرض أن يسبب المرض بحد ذاته.
يختلف النموذج D إذ لا يمكن لأي عامل في هذه الحالة أن يؤثر على خطر الإصابة بالمرض، ولكن عندما يتواجد التعرض الجيني وعامل الخطر فيزداد الخطر. على سبيل المثال، ينتج عن نقص الجين G6PD عندما يقترن باستهلاك حبوب الفاصوليا فقر الدم الانحلالي. هذا المرض لا ينشأ لدى الأفراد الذين يتناولون حبوب الفاصولياء ويفتقرون إلى نقص G6PD ولا في الأشخاص الذين يعانون من نقص G6PD والذين لا يأكلون حبوب الفاصولياء.
أخيراً، يصور النموذج E سيناريو حيث يمكن لعامل الخطر البيئي والقابلية الوراثية التأثير بشكل فردي على مخاطر المرض ولكن يختلفان في التأثير على خطر المرض عند اجتماعهما.

## منهجيات التحليل

### التصاميم الوراثية التقليدية

#### دراسات التبني
تم استخدام دراسات التبني للتحقيق في كيفية وجود أفراد مماثلين تم تبنيهم لوالديهم البيولوجيين الذين لم يشتركوا في نفس البيئة معهم. بالإضافة إلى ذلك، تتم مقارنة الأفراد المتبنين مع أسرهم بالتبني بسبب الاختلاف في الجينات ولكن البيئة المشتركة. على سبيل المثال، أظهرت دراسة على التبني أن الرجال السويديين الذين لديهم بيئات تبني محرومة ولديهم استعداد وراثي كانوا أكثر عرضة لتعاطي الكحول.

#### الدراسات على التوائم
يمكن ملاحظة تأثيرات البيئات المختلفة على الأنماط الجينية المتماثلة وذلك باستعمال دراسة التوائم الحقيقة. استفادت الدراسات التالية من تقنيات النمذجة الإحصائية الحيوية في شمل المقارنات بين التوائم متخالفي البيضة الملقحة لتحديد المستويات المختلفة للتعبير الجيني في بيئات مختلفة بشكل نهائي.

#### دراسات الأسرة
تركز الأبحاث المستندة على الأسر على مقارنة عناصر التحكم منخفضة الخطورة بالأطفال المعرضين لمخاطر عالية لتحديد التأثير البيئي على الأشخاص ذوي المستويات المختلفة من المخاطر الجينية. على سبيل المثال، أظهرت دراسة دنماركية حول الأطفال المعرضين لمخاطر عالية مع الأمهات المصابات بالفصام أن الأطفال الذين لا تتوفر لهم رعاية مستقرة معرضون لزيادة خطر الإصابة بالفصام.

### التحليلات الجزيئية

#### التفاعل مع الجينات الوحيدة
الطريقة الأكثر استخداماً للكشف عن التفاعلات بين الجينات والبيئة هي عن طريق دراسة تأثير اختلاف الجين الواحد (الجين المرشح) على بيئة معينة. تتم مقارنة تعددات الأشكال أحادية النيكليوتيد بعوامل التعرض الثنائية الفردية لتحديد أي تأثيرات.
تتطلب الدراسات على مثل هؤلاء المرشحين فرضيات بيولوجية قوية يصعب تحديدها في الوقت الحالي بالنظر إلى الفهم القليل للآليات البيولوجية التي تؤدي إلى زيادة المخاطر.
غالبًا ما يصعب تكرار هذه الدراسات بسبب صغر أحجام العينات التي تؤدي عادةً إلى نتائج متخالف عليها.
تشير الطبيعة متعددة الجينات للأنماط الظاهرية المعقدة إلى أن دراسات المرشح الفردي يمكن أن تكون غير فعالة في تحديد التأثيرات المختلفة على نطاق أصغر من العدد الكبير للمتغيرات الجينية المؤثرة.

#### التفاعل مع جينات متعددة
نظراً لأنه يمكن للعامل البيئي نفسه أن يتفاعل مع جينات متعددة، يمكن اتباع نهج متعدد الجينات لتحليل التفاعلات الجينية البيئية. يتم إنشاء درجة متعددة الجينات باستخدام الألائل المرتبطة بالسمات والأوزان الخاصة بكل منها بناءً على التأثير وفحصها مع التعرض البيئي. على الرغم من أن طريقة البحث هذه لا تزال حديثة العهد، إلا أنها تتوافق مع الاضطرابات النفسية. يشير هذا إلى أن نتائج تفاعلات الجينات والبيئة قابلة للتطبيق عبر التشخيصات المختلفة وذلك نتيجة لتداخل الأنماط الداخلية بين الاضطرابات.